# Jörg-Uwe Schröder
Jörg-Uwe Schröder (* 1961) ist ein deutscher Theaterschauspieler und Hörbuchsprecher.

## Leben
Schröder studierte von 1984 bis 1988 Schauspiel an der Leipziger Theaterhochschule „Hans Otto“.
Neben Rollen in klassischen Bühnenstücken, Auftritten als Rezitator und als Sprecher von Hörbuch-Aufnahmen erlangte er überregionale Bekanntheit mit Fernsehrollen wie der des Oliver Pfeiffer in der Sitcom Hilfe, meine Familie spinnt sowie in den Fernsehserien Die Wache und Zorn, Folge von 2015 Wo kein Licht.